# Чешин
Чѐшин (на полски: Cieszyn; на чешки: Těšín; на немски: Teschen) е град в Южна Полша, Силезко войводство. Административен център е на Чешински окръг. Обособен е в самостоятелна градска община с площ 28,61 км2.

## История
Историята на града датира от 9 в. и се свързва със славянското племе голеншици (на полски: golęszyce). Получава правата на град между 1217 и 1223. От края на 13 в. е център на Чешинското княжество.
До 1918 г. и в периода от 1938 до 1945 г. заедно с Чески Тешин е част от Тешин, град на територията на Австро-Унгария (в региона Австрийска Силезия). След Първата световна война е обособен като самостоятелен град, част от новообразуваната държава Полша. След Мюнхенското споразумение през 1938 година Полша завзема Чески Тешин, преименува го в Чешин Заходни (Cieszyn Zachodni - Западен Чешин) и го съединява с полския Чешин отново в единен град. След разгрома на Полша през 1939 г. обединеният град е включен в състава на Нацистка Германия.
През 1945 г. Чехин е върнат на Полша, а Чески Тешин – на Чехословакия (понастоящем в състава на Чехия).

## География
Разположен е на десния бряг на река Олше. На левия бряг на реката, срещу Чешин, се намира Чески Чешин.

## Население
Според данни от полската Централна статистическа служба, към 1 януари 2014 г. населението на града възлиза на 35 918 души. Гъстотата е 1 255 души/км2.

## Личности

### Родени в Чешин:
- Ричард Пайпс (1923 – 2018), американски историк
- Курт Вебер (1928 – 2015), полски оператор и режисьор

## Побратимени градове
Побратимени градове на Чешин към 2018 r. са:
- Балчик, България
- Камбре, Франция
- Чески Тешин, Чехия
- Генк, Белгия
- Пуцк, Полша
- Рожнава, Словакия
- Теува, Финландия